# Рек-Маллечевен, Фридрих
Фридрих Персиваль Рек-Маллечевен (нем. Friedrich Percival Reck-Malleczewen; 11 августа 1884 года — 16 февраля 1945 года) — немецкий писатель. Его самое известное сочинение — Tagebuch eines Verzweifelten («Дневник отчаявшегося»), в котором нашла выход ненависть писателя к Адольфу Гитлеру и нацизму. В итоге Рек-Маллечевен был арестован нацистами и умер от тифа в концентрационном лагере Дахау.

## Биография
Фридрих (Фриц) Рек-Маллечевен родился в имении Маллечевен, Мазурия (в настоящее время — Малечево, Польша) в семье прусского политика и землевладельца Германа Река. Изначально хотел стать музыкантом, какое-то время изучал медицину в Инсбруке. Затем служил офицером в прусской армии, но был уволен из-за диабета. В 1908 году женился на Анне Луизе Бюттнер. В браке родилось три дочери и сын, однако в 1930 году пара рассталась.
Получив в 1911 году диплом врача, Рек устроился на работу судовым врачом, в течение года плавал в американских водах. После этого переехал в Штутгарт, где выбрал карьеру журналиста и театрального критика в Süddeutsche Zeitung, а затем в 1914 году перебрался ближе к Мюнхену, в Пасинг. В 1933 принял католичество и в 1935 году женился на Ирмгард фон Борке, в браке с которой родилось ещё три девочки.
На протяжении 1920-х и 1930-х годов Рек выступал также в роли писателя, специализируясь на детских приключенческих рассказах. Одна из его книг,  Bomben auf Monte Carlo, была четырежды экранизирована. После прихода в власти Гитлера многие книги Река попали под запрет и были опубликованы лишь спустя годы после его смерти. Одна из самых известных его работ — Tagebuch eines Verzweifelten («Дневник отчаявшегося»), описывающая годы жизни под властью нацистов, которых писатель люто ненавидел. Впервые это произведение опубликовано в 1947 году, затем в 1970 году издано на английском языке в переводе Пауля Рубенса.

## Арест и смерть
В своём дневнике в октябре 1944 года Рек пишет, что нацистские власти начали его подозревать. 13 октября 1944 года писатель был арестован и обвинён в «подрыве духа вооружённых сил», высшей мерой наказания за что являлась смерть на гильотине. Проведя несколько дней в тюрьме, Рек был неожиданно освобождён по приказу генерала СС. 
Однако 31 декабря 1944 года он был снова арестован за «оскорбление немецкой валюты». Вероятно, это стало следствием письма, в котором Рек жалуется издателю, что уровень инфляции снижает его авторские гонорары. 9 января 1945 года писатель был переведён в концентрационный лагерь Дахау, где широко распространились болезни. В этих условиях он вскоре заразился тифом и, согласно официальному свидетельству о смерти, скончался 16 февраля.

## Фильмография
- 1931: Bomben auf Monte Carlo
- 1934: Peer Gynt
- 1941: …reitet für Deutschland
- 1960: Bomben auf Monte Carlo